# Граймс, Чарльз
Чарльз Ливингстон Граймс (англ. Charles Livingston Grimes; 9 июля 1935, Вашингтон — 5 февраля 2007, Нью-Йорк, Нью-Йорк) — американский гребец, выступавший за сборную США по академической гребле в середине 1950-х годов. Чемпион летних Олимпийских игр в Мельбурне, победитель и призёр регат национального значения.

## Биография
Чарльз Граймс родился 9 июля 1935 года в Вашингтоне, США.
Окончил Школу Гротон. Во время учёбы в Йельском университете на первых двух курсах играл в футбол и баскетбол, а также на протяжении всего времени обучения серьёзно занимался академической греблей. Состоял в местной гребной команде «Йель Булдогс», неоднократно принимал участие в различных студенческих регатах, в частности отметился победой над восьмёркой из Гарварда, но уступил ей на традиционной регате «Весенние спринты».
Наивысшего успеха в гребле на взрослом международном уровне добился в сезоне 1956 года, когда вошёл в основной состав американской национальной сборной и благодаря череде удачных выступлений удостоился права защищать честь страны на летних Олимпийских играх в Мельбурне. В составе экипажа-восьмёрки обошёл в финале всех своих соперников, в том числе почти на две секунды опередил ближайших преследователей из Канады, и тем самым завоевал золотую олимпийскую медаль.
После мельбурнской Олимпиады Граймс больше не показывал сколько-нибудь значимых результатов в академической гребле на международной арене.
Окончив университет в 1957 году, поступил в Гарвардскую школу права, где в 1960 году получил степень бакалавра права. Впоследствии некоторое время занимался юриспруденцией, затем стал независимым инвестором и финансовым консультантом.
Его жена Джейн Браун Граймс занимала должность президента Ассоциации тенниса Соединённых Штатов.
Умер от рака поджелудочной железы 5 февраля 2007 года в Нью-Йорке в возрасте 71 года.